# Pompeyo Ramis
Pompeyo Ramis es un filósofo venezolano. Latinista. Doctor en Filosofía. Profesor Titular de la Maestría de Filosofía, Facultad de Humanidades y Educación, Universidad de Los Andes (Mérida-Venezuela), en la especialidad de Lógica, Ontología, Filosofía Jurídica, Filosofía medieval, Latín y Griego clásico. 

## Biografía
Pompeyo Ramis Muscato nació en Gerona (España), 17 de septiembre de 1931. Desde 1968 hasta 1972 imparte docencia en la Universidad de Caldas, Manizales (Colombia), en el área de Filosofía antigua y latinidad. Desde 1972 hasta 1974, en la Universidad Javeriana, Bogotá (Colombia): filosofía medieval y moderna; latinidad. Desde 1974 imparte Lógica y otras asignaturas filosóficas en la Universidad de los Andes, (Mérida Venezuela), en la Facultad de Humanidades y Educación y en la Facultad de Ciencias Jurídicas y Políticas. 
Es Miembro de Honor del Instituto de Derecho Comparado de la Universidad Complutense de Madrid. 
Miembro de Honor de la Asociación Venezolana de Derecho Comparado (Universidad de Carabobo). 
Miembro de la Sociedad Venezolana de Filosofía. 
Redactor de "Dictionaire des Philosophes".  Presses Universitaires de France . Paris, 1984. 
Fundador, junto con Margarita Belandria y Andrés Suzzarini, del Grupo de Investigaciones sobre Lógica y Filosofía del Lenguaje, en la Maestría de Filosofía, Universidad de Los Andes.
Profesor invitado en:
- Universidad de Santo Tomas, Bogotá.

- Universidad de La Salle, Bogotá.

- Universidad de Carabobo, Valencia.

- Universidad del Zulia, Maracaibo.

- Universidad Complutense, Madrid.

Idiomas:
- Nativos: catalán y castellano.
- Clásicos: latín, griego.
- Modernos: inglés, francés, alemán, italiano, portugués.

## Publicaciones
'Libros'
- La enseñanza de la filosofía en Venezuela, Universidad de Los Andes (ULA). Mérida. Venezuela, 1976.
- Veinte filósofos venezolanos, Consejo de Publicaciones. Universidad de Los Andes (ULA). Mérida-Venezuela, 1978.
- Lógica y crítica del discurso, Consejo de Publicaciones Universidad de Los Andes (ULA). Mérida, 1989. [2ª Edición corregida y mejorada: 1999. 1ª Reimpresión de la 2ª edición: 2005. 2ª Reimpresión de la 2ª edición: 2006. 3ª Reimpresión de la 2ª edición: 2009].
- Ideario filosófico de Bartolomé Xiberta, CDCHT-ULA, Mérida, 1996.
- Esencia prejurídica del Derecho, Vicerrectorado Académico. ULA. Mérida, 2002.
- La razón filosófico-jurídica de la Independencia. Academia Nacional de la Historia, Caracas, 1984.
- La enseñanza de la filosofía en Venezuela. Colección Tulio Febres Cordero, Mérida, 1976.

Ensayos
- Lecciones de Séneca para el mundo de hoy, Siglo XX, n.º 64-66 (1968), Manizales (Colombia), 13.
- Dos figuras de la iusfilosofía venezolana. Anuario de Derecho No. 21, Mérida, 1999.
- Actitud de Bartolomé Xiberta ante la filosofía. Revista Dikaiosyne N.º 2, Mérida, 1999.
- Teoría de la volición según Bartolomé Xiberta. Revista “Filosofía” N.º. 11, ULA. Mérida, 2000.
- Notas sobre el valor antropológico de la ontología medieval. Revista “Dikaiosyne” No. 3-4.ULA. Mérida, 2000.
- Un caso de “ius naturae” en el derecho político. Revista “Dikaiosyne” No. 5. Mérida, 2000.
- Al estilo de un gran epígono. Revista “Dikaiosyne” No. 6, Mérida, 2001.  Verdad y libertad en la educación. Revista “Filosofía” No. 13, Mérida, 2001.   Un tratado clásico de sociología. Revista “Dikaiosyne” No. 8, Mérida, 2002.
- La filosofía y el filosofar. Revista “Filosofía” No. 13, Mérida, 2002.
- La duda y sus limitaciones. Revista Dikaiosyne N.º 25. ULA, 2010
- Racionalidad de la fe según Bartolomé Xiberta, “Carmelus”, vol. 42 (Roma, 1995), pp. 112-164.  Ontología de Bartolomé Xiberta, “Filosofía”, N. 5 (Mérida, Ven., 1993), pp. 105-135.
- Gnoseología de Bartolomé Xiberta, “Carmelus”, vol. 39 (Roma, 1992), pp. 87-125.
- Metodología filosófica de Bartolomé Xiberta, “Filosofía”, N. 2 (Mérida, Ven., 1991), pp. 141-180.
- Conciencia jurídica y axiología de lo legal, “Cuadernos de Derecho Público”, N. 9 (Mérida, Ven., 1988), pp. 167-185.
- Origen y evolución de la hermenéutica jurídica, “Universitas philosophica”, vol. 2 (Bogotá, Col., 1985), pp.95-109.  Teoría del quehacer filosófico según Séneca, “Universitas Humanistica”, Ns. 8 7 9 (Bogotá, Col., 1974), pp. 87-133.
- El problema del mal en Dionisio Areopagita, “Crisis”, vol. XVIII, N. 69 (Madrid, 1971), pp. 17-52.
- Naturaleza y origen del poder civil, Madrid, 1964.
- Teoría y práctica del poder civil en el pensamiento de Jaime Balmes, Bogotá, 1972.
- Algunas anotaciones sobre la crisis de la filosofía, Bogotá, 1973.
- Teoría del quehacer filosófico según Séneca, Bogotá, 1975.
- Principios filosóficos de la deontología hipocrática, Mérida, 1977.
- Notas sobre la experiencia del ser en la metafísica tradicional,Mérida, 198O.
- Presupuestos metafísicos de la sociedad comunitaria, Mérida, 1983.
- Origen y evolución de la hermenéutica jurídica, Bogotá, 1985.
- Conciencia jurídica y axiología de lo legal, Mérida, 1988.
- Metodología filosófica de Bartolomé Xiberta, Mérida, 199O.
- Gnoseología de Bartolomé Xiberta, Roma, 1992.
- Ontología de Bartolomé Xiberta, Roma, 1993.
- Verdad y libertad en la educación, Mérida, 1993.
- Libertad y libre albedrío según Bartolomé Xiberta,Roma, 1994
- Racionalidad de la fe según Bartolomé Xiberta, Roma, 1995.
- Antonio Pérez Estévez: Proyecto de un Neovoluntarismo. Maracaibo,1997.
- Los principios universales del Derecho, Mérida, 1998.
- Eutanasia: legalidad y moralidad, Mérida, 1998.
- Verdad y libertad en la educación, Mérida, 2001.
- Cien años de pensamiento social, Mérida, 2003.
- Ontología de la trascendencia, Mérida, 1003.
- ¿Qué significa meditar? Mérida, 2004.
- De la libertad y sus apariencias, Mérida, 2005.
- Unos apuntes sobre causalidad histórica, Mérida, 2005.
- Experiencia del conocimiento, Mérida, 2006.
- De la sustancia y sus determinaciones, Mérida, 2007
- Los autobuses “ateos”, Revista Dikaiosye. ULA. Mérida, 2009
- La salud de la democracia, Mérida, 2009
- Herencia de la Edad Media, Revista Filosofía N.º 22. ULA. Mérida, 2011.
- Una ecuación es para siempre, Revista Dikaiosyne N.º 28. ULA. Mérida, 2013.
- Bartolomé Xiberta, filósofo de la teología. Carmelus 63 (Roma,2016/1) 177-221.

## Traducciones
Entre sus numerosas traducciones, destacan:
¿Qué es la filosofía?, de Martín Heidegger. Traducción directa del original alemán. Revista “Dikaiosyne” n.º 2, Mérida, 1999.
El hereje. La alianza impía, de Jochen Kirchoff. Traducción directa del original alemán. Revista “Filosofía“ n.º 12, Mérida, 2001.
¿Qué es metafísica?, de Martín Heidegger. Traducción directa del original alemán. Revista “Dikaiosyne” n.º 9, Mérida, 2002. 
Autoafirmación de la universidad alemana. De Martín Heidegger Traducción directa del original alemán. (Mérida, 1997). 
Dos sentencias opuestas sobre la aprehensión. De Bartolomé Xiberta. (Mérida, 1998). 
El arte de pensar. De André Maurois: (Mérida, 2004).

## Congresos y eventos científicos
Nuestro autor ha sido conferencista y ponente en numerosos eventos científicos y culturales, entre los que pueden señalarse los siguientes:
- IX Congreso Interamericano de Filosofía, Caracas, 1977.

- II Congreso Internacional de Filosofía Latinoamericana, Bogotá, 1982.

- Jornadas Internacionales sobre Pensamiento Comunitario. Mérida. 1984.

- I Congreso Nacional de Filosofía, Caracas, 1987.

- X Congreso Interamericano de Filosofía, Caracas, 1990.

- XI Congreso Interamericano de Filosofía, Caracas, 1992.

- Congreso Internacional de Universidades, Madrid, 1992.

- II Encuentro Nacional de Profesores de Filosofía del Derecho, Maracaibo, 1993.

- Simposi Internacional de Filosofia De L'edadt Mitjana, Vic, Barcelona (España), 1993.

- XIII Congreso Interamericano de Filosofía, Bogotá, 1994.

- IV Congreso Nacional de Filosofía, Mérida, 1994.

- Seminario Internacional sobre Propiedad Intelectual y la Vinculación Universidad-Industria. Mérida.1995.

- Tecnología y Sociedad en Propiedad Intelectual.Mérida.1995

- Jornadas Conmemorativas de Derecho Comparado, Madrid, 1995.

- Primeras Jornadas Científicas de la Facultad de Ciencias Jurídicas y Políticas, Mérida. 1995.

- Introducción al Pensamiento Filosófico del Dr. Antonio Pérez Estévez. Maracaibo. 1995.

- XIII Jornadas Franco-Latinoamericanas de Derecho Comparado, Valencia, 1996.

- I Congreso Iberoamericano de Filosofía, Madrid, 1998.

- Taller: La Conspiración De Gual, España y Picornell o de los olvidos de la Historia. Mérida. 1998.

- V Congreso Nacional de Filosofía. Caracas. 1999.

## Enlaces
- Maestría de Filosofía
- RedULA

- Datos: Q6082355